# Lista de presidentes da Assembleia Provincial do Rio Grande do Sul
Esta é uma lista de presidentes da Assembleia Provincial do Rio Grande do Sul, desde sua fundação em 1835 até a Proclamação da República.
| Nº | Presidente                                | Período | Sessão         |
| -- | ----------------------------------------- | --- | -------------- |
| 1  | Rodrigo José de Figueiredo Moreira        | 20 de abril de 1835 |                |
| 2  | Marciano José Pereira Ribeiro             | 20 de abril de 1835 — 20 de junho de 1835                                                                                        | ordinária      |
| 3  | Francisco Xavier Ferreira                 | 28 de novembro de 1835 — 26 de janeiro de 1836                                                                                   | extraordinária |
| 4  | Tomé Luís de Sousa                        | 2 de outubro de 1837 — 30 de novembro de 1837                                                                                    |                |
| 5  | Tomé Luís de Sousa                        | 1 de março de 1846 — 30 de maio de 1846                                                                                          |                |
| 6  | Tomé Luís de Sousa                        | 5 de outubro de 1847 — 10 de dezembro de 1847                                                                                    |                |
| 7  | Tomé Luís de Sousa                        | 4 de março de 1848 — 22 de março de 1848                                                                                         |                |
| 8  | Tomé Luís de Sousa                        | 1 de junho de 1848 — 6 de agosto de 1848                                                                                         |                |
| 9  | Patrício Correia da Câmara                | 6 de junho de 1849 — 6 de agosto de 1849                                                                                         |                |
| 10 | Pedro Rodrigues Fernandes Chaves          | 1 de outubro de 1850 — 6 de dezembro de 1850                                                                                     |                |
| 10 | Pedro Rodrigues Fernandes Chaves          | 2 de outubro de 1851 — 1 de dezembro de 1851                                                                                     |                |
| 10 | Pedro Rodrigues Fernandes Chaves          | 1 de outubro de 1852 — 30 de novembro de 1852                                                                                    |                |
| 11 | Israel Rodrigues Barcelos                 | 6 de outubro de 1853 — 5 de dezembro de 1853                                                                                     |                |
| 12 | João Dias de Castro                       | 2 de outubro de 1854 — 16 de dezembro de 1854                                                                                    |                |
| 12 | João Dias de Castro                       | 1 de outubro de 1855 — 30 de novembro de 1855                                                                                    |                |
| 13 | Luís Alves Leite de Oliveira Belo         | 23 de dezembro de 1856 — 4 de março de 1857                                                                                      |                |
| 14 | João Dias de Castro                       | 11 de outubro de 1857 — 16 de dezembro de 1857                                                                                   |                |
| 14 | João Dias de Castro                       | 5 de novembro de 1858 — 4 de janeiro de 1859                                                                                     |                |
| 14 | João Dias de Castro                       | 5 de novembro de 1859 — 2 de janeiro de 1860                                                                                     |                |
| 14 | João Dias de Castro                       | 5 de novembro de 1860 — 4 de janeiro de 1861                                                                                     |                |
| 14 | João Dias de Castro                       | 4 de março de 1861 — 30 de março de 1861                                                                                         | extraordinária |
| 14 | João Dias de Castro                       | 10 de novembro de 1861 — 14 de janeiro de 1862                                                                                   |                |
| 15 | Joaquim Vieira da Cunha                   | 15 de setembro de 1862 — 16 de outubro de 1862                                                                                   |                |
| 16 | Timóteo Pereira da Rosa                   | 17 de outubro de 1862 — 17 de novembro de 1862                                                                                   |                |
| 17 | Joaquim Vieira da Cunha                   | 16 de março de 1863 — 28 de maio de 1863                                                                                         |                |
| 18 | Antônio Peixoto de Azevedo                | 10 de março de 1864 — 14 de maio de 1864                                                                                         |                |
| 19 | Joaquim Vieira da Cunha                   | 7 de novembro de 1866 — 11 de janeiro de 1867                                                                                    |                |
| 19 | Joaquim Vieira da Cunha                   | 16 de setembro de 1867 — 6 de dezembro de 1867                                                                                   |                |
| 20 | João Dias de Castro                       | 27 de junho de 1869 — 6 de setembro de 1869                                                                                      |                |
| 21 | João Pereira da Silva Borges Fortes Filho | 14 de março de 1871 — 13 de maio de 1871                                                                                         |                |
| 21 | João Pereira da Silva Borges Fortes Filho | 11 de março de 1872 — 17 de abril de 1872 1 de outubro de 1872 — 26 de outubro de 1872                                           |                |
| 22 | Joaquim Vieira da Cunha                   | 1 de março de 1873 — 29 de abril de 1873                                                                                         |                |
| 23 | Felisberto Pereira da Silva               | 7 de março de 1874 — 6 de maio de 1874                                                                                           |                |
| 23 | Felisberto Pereira da Silva               | 7 de janeiro de 1875 — 21 de janeiro de 1875                                                                                     | extraordinária |
| 23 | Felisberto Pereira da Silva               | 3 de março de 1875 — 2 de maio de 1875                                                                                           |                |
| 23 | Felisberto Pereira da Silva               | 20 de março de 1876 — 19 de maio de 1876                                                                                         |                |
| 24 | Timóteo Pereira da Rosa                   | 6 de março de 1877 — 6 de abril de 1877                                                                                          |                |
| 25 | Felisberto Pereira da Silva               | 6 de abril de 1877 — 5 de maio de 1877                                                                                           |                |
| 25 | Felisberto Pereira da Silva               | 12 de março de 1878 — 11 de maio de 1878                                                                                         |                |
| 26 | Antônio Correia de Oliveira               | 10 de março de 1879 — 9 de maio de 1879                                                                                          |                |
| 27 | Felisberto Pereira da Silva               | 8 de maio de 1880 — 7 de julho de 1880                                                                                           |                |
| 27 | Felisberto Pereira da Silva               | 7 de março de 1881 — 20 de maio de 1881                                                                                          |                |
| 28 | Antônio Correia de Oliveira               | 29 de março de 1882 — 27 de maio de 1882                                                                                         |                |
| 29 | Antônio Eleutério de Camargo              | 2 de março de 1883 — 20 de março de 1883 21 de maio de 1883 — 5 de junho de 1883 15 de novembro de 1883 — 31 de dezembro de 1883 |                |
| 29 | Antônio Eleutério de Camargo              | 19 de março de 1884 — 1 de maio de 1884 9 de junho de 1884 — 10 de junho de 1884 1 de outubro de 1884 — 15 de outubro de 1884    |                |
| 29 | Antônio Eleutério de Camargo              | 20 de outubro de 1885 — 19 de dezembro de 1885                                                                                   |                |
| 29 | Antônio Eleutério de Camargo              | 7 de março de 1886 — 6 de maio de 1886                                                                                           |                |
| 30 | Joaquim Pedro Salgado                     | 1 de novembro de 1887 — 10 de janeiro de 1888                                                                                    |                |
| 30 | Joaquim Pedro Salgado                     | 27 de novembro de 1888 — 31 de dezembro de 1888                                                                                  |                |
| 30 | Joaquim Pedro Salgado                     | 1 de março de 1889 — 22 de abril de 1889                                                                                         |                |

## Suspensão das sessões
1. De 1837 a 1845 não houve sessões por causa da Revolução Farroupilha
2. Em 1865 não houve sessão legislativa, só reuniões preparatórias , pois não houve quorum. José Feliciano Fernandes Pinheiro Filho presidiu as 27 reuniões preparatórias.
3. Em 1868 não houve sessões por decreto imperial, suspendendo as garantias constitucionais por causa da Guerra do Paraguai.
4. Em 1870 não houve sessão legislativa, só reuniões preparatórias que foram presididas por João Dias de Castro e Israel Rodrigues Barcelos, pois não houve quorum.